# Michael Ande
Michael Ande (Bad Wiessee, 5 oktober 1944) is een Duits acteur. Hij is internationaal bekend geworden als Kriminalhauptmeister Gerd Heymann in de televisieserie Der Alte ('Onze ouwe').

## Loopbaan
Ande begon zijn acteursloopbaan als kindacteur. Hij debuteerde in 1955 op 10-jarige leeftijd als Klein-Felix in de film Marianne. Daarna speelde hij tot 1960 kinderrollen in 16 films.
In Der Alte speelde Ande van 1977 tot 2016 de assistent van in totaal vier opeenvolgende hoofdrolspelers. Hij was alleen niet te zien in de afleveringen 47 en 52. In april 2016 verliet hij de serie, na 39 jaar de rol van de tweede man te hebben vervuld. Hij
In Duitsland is hij ook bekend als stemacteur en als stem in nagesynchroniseerde films. Hij deed onder meer de stem van Michael Sarrazin in They Shoot Horses, Don't They?, Sam Neill in Sleeping dogs, James Woods in Cat's Eye en de stem van de Chinese filmster Alexander Fu Sheng.

## Privéleven
Ande woont met zijn gezin in Schliersee.

## Filmografie
- 1955: Marianne
- 1955: Griff nach den Sternen
- 1955: Ich weiß, wofür ich lebe
- 1956: Zärtliches Geheimnis (VerwT: Ferien in Tirol)
- 1956: Das Hirtenlied vom Kaisertal
- 1956: Die Trapp-Familie
- 1956: Die Stimme der Sehnsucht
- 1957: El Hakim
- 1957: Skandal in Ischl
- 1957: Der schönste Tag meines Lebens
- 1957: Die Prinzessin von St. Wolfgang
- 1958: Die Trapp-Familie in Amerika
- 1958: Il bacio del sole
- 1958: Der Arzt von Stalingrad
- 1958: Majestät auf Abwegen
- 1959: Wenn die Glocken hell erklingen
- 1962: Der kleine Lord (televisiefilm)
- 1963: Die Grotte
- 1964: Verdammt zur Sünde
- 1966: Die Schatzinsel (televisiefilm)
- 1966: Hava, der Igel (televisiefilm)
- 1966: Gewagtes Spiel - Kleine Fische (televisieserie)
- 1969: Die Reiter von Padola (televisieserie)
- 1971: Der schwarze Graf
- 1971: Das provisorische Leben
- 1972–1973: Fußballtrainer Wulff (televisieserie)
- 1972: Fuchs und Co
- 1973: Scheibenschießen
- 1974: Der Kommissar – Der Segelbootmord (televisieserie)
- 1974: Die Powenzbande (televisiefilm)
- 1975: Derrick – Nur Aufregungen für Rohn (televisieserie)
- 1975: Autoverleih Pistulla – Die Flaschenpost (televisieserie)
- 1977–2016: Der Alte (televisieserie)
- 1977: Polizeiinspektion 1 – Polizeistunde (televisieserie)
- 1977: Der Komödienstadel – Graf Schorschi
- 1983: Polizeiinspektion 1 – Der Parasit (televisieserie)
- 1983: Liebe Melanie (televisiefilm)
- 1985: Polizeiinspektion 1 – Die wilden Jahre (televisieserie)
- 1986: Polizeiinspektion 1 – Dem Ende zu (televisieserie)
- 1986: Polizeiinspektion 1 – Der letzte Held (televisieserie)
- 1987: Zur Freiheit
- 1988: Eichbergers besondere Fälle – Höhere Psychologie (televisieserie)
- 1988: Polizeiinspektion 1 – Unheimlich seriös (televisieserie)
- 1994: Café Meineid – Herzliches Beileid (televisieserie)
- 2000: Zurück auf Los!
- 2013: SOKO 5113 – Das Alibi

## Hoorspelen
- 1968: Geschmackssache – Regie: Fritz Schröder-Jahn
- 1968: Sattwerden und Hungrigbleiben – Regie: Fritz Schröder-Jahn
- 1968: Das Strohpuppenspiel – Regie: Fritz Schröder-Jahn
- 1968: Der schwarze Mann – Regie: Heinz Wilhelm Schwarz
- 1969: Das Feld – Regie: Gustav Burmester
- 1970: Der Vertrauensbruch – Regie: Fritz Schröder-Jahn
- 1970: Etwas ist aus – Regie: Hartmut Kirste
- 1970: Vierzig Zigaretten am Tag, das bringt einen ja um! – Regie: Günter Bommert
- 1970: Sebastian, Sebastian – Regie: Ulrich Gerhardt
- 1970: Sozusagen als Exempel – Regie: Hermann Naber
- 1971: Entführungen – Regie: Oswald Döpke
- 1971: Rickie – Regie: Fritz Schröder-Jahn
- 1971: Ein bisschen Nebel – ein bisschen Wind – Regie: Fritz Schröder-Jahn
- 1972: Großes Schnarchen eines Wappentieres – Regie: Hans Rosenhauer
- 1974: Das da damals – Regie: Gerlach Fiedler
- 1976: Das Minarett, das zum Mond fliegt – Regie: Otto Düben
- 1976: Schöner Wohnen – Regie: Fritz Schröder-Jahn
- 1977: Die Comtesse – Regie: Andreas Weber-Schäfer
- 1978: Kleinsteubers Wache – Regie: Bernd Lau

## Discografie
- 1968 Es gibt sicher eine Tür/Nimm meine Hände, Vogue Schallplatten – DV 14722 (single)
- 1968 Irgendwann kommt die Liebe (A little me, a little bit you)/Du gehörst zu mir (Cherry Cherry), Metronome Records (single)